# Stefania Falasca
Stefania Falasca (Roma, 15 settembre 1963) è una giornalista, scrittrice e saggista italiana.
Dal 30 marzo 2020 è vicepresidente della Fondazione Vaticana Giovanni Paolo I della quale è presidente il Segretario di Stato cardinale Pietro Parolin.

## Biografia
È nata e vive a Roma dove collabora con la cattedra di Letteratura italiana dell’Università degli Studi di Roma Tor Vergata, presso la quale ha conseguito la laurea e il dottorato di ricerca in Italianistica con una tesi su Illustrissimi di Albino Luciani - Giovanni Paolo I.
È vaticanista e editorialista del quotidiano Avvenire dal 2013.
Nell'ambito della professione giornalistica, ha svolto per oltre un ventennio, prima di  «Avvenire», la sua attività nella rivista mensile internazionale «30Giorni nella Chiesa e nel mondo» trattando tematiche storico-culturali, approfondimenti monografici nell’ambito della storia della Chiesa, seguendo i viaggi papali e realizzando interviste e reportage come inviata speciale, in particolare dall’America latina.
Nel 2004, diplomatasi in Postulazione nei processi di beatificazione e canonizzazione presso lo Studium della Congregazione delle cause dei santi, ha ricevuto, tra gli altri, l’incarico di vicepostulatrice della causa di Papa Luciani. A questo fine, dal 2007 al 2017, ha portato a compimento l'Inquisitio dioecesana suppletiva, dirigendo ricerche presso gli archivi delle sedi episcopali di Belluno, Vittorio Veneto, Venezia, Roma e Vaticano e sulla base delle fonti documentali acquisite ha curato la realizzazione della Positio super virtutibus.
Chiusa nel 2017 la causa di canonizzazione ha perseguito la creazione di un ente deputato alla tutela e allo studio del lascito lucianeo.
Come consulente Rai per il programma «La Grande Storia» ha collaborato alla realizzazione del film-documento Giovanni Paolo I. Il Papa del sorriso (2005); Oscar Romero. Voce dei senza voce (2011) e La croce e la svastica (2008) sulla resistenza tedesca al nazismo e la figura del cardinale Clemens August von Galen, del quale –insieme ad altri due sacerdoti martirizzati nel campo di concentramento di Dachau – è postulatrice della causa di canonizzazione.  Nel 2022 per Rai Play cura e partecipa all'episodio della terza stagione della serie dedicata alla memoria collettiva, "Ossi di Seppia. Quello che ricordiamo" dal titolo "Papa Luciani, il mistero svelato". Collabora con Rai Vaticano per il programma “Viaggio nella Chiesa di Francesco”.

## Riconoscimenti
- Nel 1989 le è stato conferito il Premio Internazionale Eugenio Montale 1989 per la tesi di laurea Reminiscenze michelangiolesche nella poesia di Giuseppe Ungaretti.
- Nel 2017 ha ricevuto il Premio Giuseppe De Carli per l'informazione religiosa, con l’intervista a Papa Francesco incentrata sulla sua attività ecumenica[2].

## Opere
- Appagati o preoccupati in AAVV. Il potere e la grazia. Attualità di Sant'Agostino, Roma, Edizioni 30Giorni,1998.
- O Roma Felix. Luoghi della memoria cristiana a Roma, con Giovanni Ricciardi, Roma, Edizioni 30Giorni, 1999.
- L’eredità di Michelangelo. Tracce e motivi di un emblema ungarettiano, in A. Zingone (a cura di) Ungaretti e il Barocco. Testi e problemi, Atti del Convegno internazionale di studi a cura della Fondazione «La Sapienza-Giuseppe Ungaretti», Firenze, Passigli Editori, 2002.  ISBN 978-8836807093
- Le lettere di Antonietta Meo, San Paolo, Cinisello Balsamo, 2002. ISBN 978-8821542404
- Mio fratello Albino. Ricordi e memorie della sorella di Papa Luciani, Roma, (a cura di) Edizioni 30Giorni, 2003.  ISBN 978-8888686011
- Un vescovo contro Hitler. Von Galen, Pio XII e la resistenza al nazismo,  Cinisello Balsamo, San Paolo, 2006. ISBN 978-8821556340
- Giovanni XXIII, in una carezza la rivoluzione. Storia di una canonizzazione voluta da papa Francesco, Milano, Rizzoli, 2014. ISBN 978-8817073370
- Un obispo contra Hitler, Madrid, Palabra, 2008 ISBN 978-8498401738
- La Roma cristiana, con Giovanni Ricciardi, Cinisello Balsamo, San Paolo, 2014. ISBN 978-8821592072
- Dalla sclerosi alla grazia, introduzione a Charles Péguy, Cartesio e la filosofia cartesiana, Roma, Edizioni Studium, 2015. ISBN 978-8838244483
- La smemoratezza di Dio. Papa Francesco conversa con Stefania Falasca, Bologna, EDB, 2016. ISBN 978-88-10-11366-0
- Papa Luciani. Cronaca di una morte, Milano, Piemme, 2017. ISBN 978-8856660838
- Giovanni Paolo I Biografia ex documentis. Dagli atti del processo canonico, con Davide Fiocco e Mauro Velati, Belluno, Tipi edizioni, 2018.  ISBN 978-8898639755
- Il messaggio ecumenico di papa Francesco in Treccani atlante geopolitico 2018, Roma, Istituto della Enciclopedia italiana, 2018. ISBN 978-8812007004
- Frontiera Amazzonia. Viaggio nel cuore della terra ferita, con Lucia Capuzzi, Bologna, EMI, 2019.  ISBN 978-8830724396
- Giovanni Paolo I. Biografia ex documentis, con Davide Fiocco e Mauro Velati, Città del Vaticano, LEV, 2020. ISBN 978-8826604824
- Papa Luciani. Cronaca di una morte, Città del Vaticano, Libreria Editrice Vaticana, 2020.  ISBN 978-8826604510
- Le chiavi della pace. Il viaggio di Francesco nella terra di Abramo, con Luca Geronico, Milano, In Dialogo, 2021. ISBN 978-8832047547
- Ex itinere, Città del Vaticano, Libreria Editrice Vaticana, 2022. ISBN 978-8826606545
- Giovanni Paolo I, Il Magistero. Testi e documenti del Pontificato a cura della Fondazione Vaticana Giovanni Paolo I (2022) ISBN  978-8892216006
- Il magistero di Giovanni Paolo I. Uno studio storico e teologico attraverso le carte d'archivio, di Stefania Falasca e Flavia Tudini, Viella 2023  ISBN 979-1254693261
- Albino Luciani, Giovanni Paolo I - Illustrissimi, Lettere Immaginarie - Edizione critica a cura di Stefania Falasca, Edizioni Messaggero Padova, 2023 ISBN  978-8825057027